# Massimo Paci
Massimo Paci (ur. 9 maja 1978 w Fermo) – włoski piłkarz występujący na pozycji obrońcy. Od 2012 roku gra w Sienie.

## Kariera
Jego pierwszym klubem była Ancona Calcio. Rozegrał w niej 8 spotkań w Serie B i 11 w Serie C1. W międzyczasie był wypożyczony do Juventusu, gdzie jednak nie zagrał ani razu. W 2000 trafił na dwa sezony do grającego w Serie C1 AS Viterbese. Grał tu 45-krotnie. Kolejnym przystankiem była Ternana Calcio, grająca na zapleczu włoskiej ekstraklasy. Rozegrał tu aż 65 spotkań, w przeciągu dwóch lat. W 2004 został wypożyczony do US Lecce, gdzie miał szansę debiutu w Serie A. W sumie grał 12 spotkań i zdobył bramkę. Rok później trafił do drużyny z Genui, jednak ta od razu wypożyczyła go do Ascoli Calcio. Grał regularnie w Serie A. Jego dorobek to 31 meczów i 3 gole. W 2006 trafił do FC Parmy. W Serie A i Serie B rozegrał ponad 85 spotkań w barwach tego zespołu. Zdobył 5 bramek. W 2011 roku odszedł z Parmy do Novary.
22 lipca 2012 roku podpisał kontrakt z Sieną.
Od lipca 2013 był przez jeden sezon piłkarzem Brescia Calcio. Kolejnym klubem od lipca 2014 do lipca 2015 była AC Pisa. Po tym sezonie zakończył karierę. 